# Kazreti
Kazreti (georgiska: კაზრეთი) är en daba (stadsliknande ort) i Georgien. Den ligger i den södra delen av landet, 82 km norr om huvudstaden Tbilisi, i distriktet Bolnisi och regionen Nedre Kartlien. Kazreti ligger 696 meter över havet och antalet invånare är 4 340.